# エルセラーン化粧品
エルセラーン化粧品株式会社（エルセラーンけしょうひん、英: Elsereine Co.,Ltd.）は、大阪府大阪市北区に本社を置く代理店販売による化粧品、健康食品、女性用下着等の製造販売を行う企業である。

## 会社概要
天然系原料を元とする化粧品の製造販売をおこなう。その他、健康食品・女性用下着も取り扱っている。なお販売については、代理店販売という方式を取っている。
一時は在阪局制作の全国ネット番組の多くでスポンサーを担当し、CMを放映していた。過去には七瀬なつみや、映画『007』シリーズで5代目ジェームス・ボンドを演じたピアース・ブロスナンをイメージキャラクターに起用していたことで知られる。
この他、名古屋駅西口の旧早稲田予備校名古屋校舎跡地にホテルを建設し「ナチュラルホテル・エルセラーン」として経営していたが2009年12月31日をもって閉鎖（現在は「ダイワロイネットホテル名古屋駅前」となっている）。その一方、新たに大阪市北区堂島の旧毎日大阪会館跡地に「ホテル・エルセラーン大阪」を建設し2010年4月22日に開業した。
元々は同社会長の石橋勝が、自然食品を扱うために興した石橋物産が元となっており、その後、社会問題となっていた化粧品公害に直面し、天然系原料化粧品の製造販売をおこなうべく、1981年に同社を設立する事になる。
化粧品の製造販売事業を続ける一方で、ボランティア活動に対しても積極的であり、また石橋はクリスチャンであると共に、NGO「ピース・ウィンズ・ジャパン」の前代表理事をつとめていた事でも知られる。
2019年8月23日付で代表取締役会長に石橋が、代表取締役社長に糸谷沙恵子が就任した。
かつては東京支店を渋谷区恵比寿に設置していたが、現在は撤退している。
2023年2月9日～10日に開催された第61回関西財界セミナー（関西経済同友会と関西経済連合会が主催）において、関西財界セミナー賞2023の「輝く女性賞」に選ばれた。

## スポンサー番組
現在
- 日5 （毎日放送）※2022年10月2日以降。

いずれも過去。
- スーパーモーニング（テレビ朝日） - 生コマーシャル（2009年11月で降板）
- 輝け!噂のテンベストSHOW（読売テレビ）
- NNNニュースプラス1（日本テレビ）
- 伊東家の食卓（日本テレビ）
- ビッグモーニング（TBS）※隔日
- すてきな出逢い いい朝8時（毎日放送） - 生コマーシャル
- リアルタイム（毎日放送） - 生コマーシャル
- サタモニ!（毎日放送） - 生コマーシャル
- ソウル国際女子駅伝（毎日放送）冠スポンサー※1991年から1996年まで
- 天皇杯・皇后杯黒鷲旗全日本バレーボール選手権大会（毎日放送）冠スポンサー※1996年
- スーパーナイト（フジテレビ・関西テレビ）共同制作
- パネルクイズ アタック25（朝日放送）
- 朝だ!生です旅サラダ（朝日放送）
- ゴールデンナイター （朝日放送）※甲子園球場で行われる阪神VS巨人戦全国ネット。1997年から2000年頃まで。
- はぐれ刑事純情派 / はみだし刑事情熱系 / 相棒 1st Season - 2nd Season（テレビ朝日）
- ニュースステーション（テレビ朝日）[4]
- ワールドビジネスサテライト（テレビ東京）
- レディス4（テレビ東京） - 関東ローカル
- ダウトをさがせ!（毎日放送）
- 石橋勝のボランティア21（テレビ大阪ほか） - 石橋社長（当時）が出演していた番組
- TVO BASEBALL LIVE（テレビ大阪）
- ワッチャプリマジ!（テレビ東京）

ほか

## 公式サイト一時閉鎖問題
同社では、公式サイトを2002年3月で訪問者の急な増加などで一旦閉鎖、その後（時期失念）、再び開設となった。